# Roger Townshend (1708-1760)
Roger Townshend (5 juin 1708 - 7 août 1760) est homme politique et militaire britannique.

## Biographie
Il est le plus jeune fils de Charles Townshend, 2e vicomte Townshend issu de son premier mariage avec Elizabeth Pelham. 
Il est le frère cadet de Charles Townshend, 3e vicomte Townshend, Thomas Townshend et William Townshend, il est également l'oncle de George Townshend, 1er marquis Townshend, de Charles Townshend et de Thomas Townshend, 1er vicomte Sydney. 
Roger Townshend est un officier de cavalerie du régiment de cheval de Wade et est notamment présent en tant qu'aide de camp du roi George II lors de la bataille de Dettingen en 1743. Il est gouverneur de la garnison de North Yarmouth de 1745 à 1760.
Outre sa carrière militaire, il siège également au Parlement pour Great Yarmouth de 1738 à 1747 et à Eye de 1747 à 1748 et est réceptionnaire des douanes de 1748 à 1760.
Il est mort en août 1760, à l'âge de 52 ans. Il ne s'est jamais marié.